# グランド・テール島
グランド・テール島（グランド＝テールとう、フランス語: Grande-Terre、アンティル・クレオール語: Gwanntè）とは、カリブ海にあり、バス・テール島と共にフランス領のグアドループ島を形成している島。
バス・テール島のすぐ東側にある。島の形が蝶に似ている。山がちで黒色の海岸が多いバス・テール島とは対照的に、グランド・テール島は珊瑚礁に囲まれ、石灰岩からなる平地がほとんどで、白色の海岸が多い。海岸にはリゾートホテルが林立している。
島内には10のコミューンがある。中心地はポワンタピートルで、グアドループの主都バステールよりも、人口が多いレザビームというコミューンもある。